# Hela kändis-Sverige bakar – säsong 3
Hela kändis-Sverige bakar – säsong 3 var en spinoff-säsong av TV-programmet Hela Sverige bakar som sändes i TV4 med start den 12 maj 2016. Juryn bestod av Johan Sörberg och Birgitta Rasmusson och programledare var Tilde de Paula.  

Hela kändis-Sverige bakar sändes i fyra avsnitt och vinnaren fick ge 50 000 kronor till valfritt välgörande ändamål. Vinnare blev Gladys del Pilar.

## Deltagare
Nedan presenteras deltagarna från säsongen. Informationen om deltagarna gäller när säsongen spelades in.
| Deltagare                | Ålder | Sysselsättning        |
| ------------------------ | ----- | --------------------- |
| Beatrice Ask             | 60    | F.d. justitieminister |
| Richard Herrey           | 52    | Artist                |
| Karin Laserow            | 66    | Antikexpert           |
| Morgan "Mojje" Johansson | 44    | Underhållare          |
| Gladys del Pilar         | 49    | Artist                |
| Daniel Paris             | 28    | Bloggare              |
| Dominika Peczynski       | 46    | Sångerska             |
| Klasse Möllberg          | 68    | Artist                |

## Tittarsiffror
| Avsnitt | Datum       | TV-tittare |
| ------- | ----------- | ---------- |
| 1       | 12 maj 2016 | 609 000    |
| 2       | 26 maj 2016 | 578 000    |
| 3       | 2 juni 2016 | 478 000    |
| 4       | 9 juni 2016 | 528 000    |

Källa: MMS 